# Kecamatan Deleng Phokisen
Kecamatan Deleng Phokisen (indonesiska: Deleng Phokisen) är ett distrikt i Indonesien.   Det ligger i provinsen Aceh, i den västra delen av landet, 1 500 km nordväst om huvudstaden Jakarta.